# Roan United Football Club
Il Roan United Football Club è un club calcistico zambiano, con sede a Luanshya

## Storia
Il club venne fondato nel 1962, ottenendo immediatamente il suo primo successo, vincendo il primo campionato ufficiale zambiano tenutosi nello stesso anno. Nella stessa stagione si aggiudicò anche la sua prima coppa dello Zambia, torneo che si aggiudicò altre tre volte. Il Roan Utd ha inoltre vinto tre Zambian Challenge Cup, competizione nella quale aveva raggiunto la finale nel 1962, persa contro il City of Lusaka.

## Palmarès

### Competizioni nazionali
- Campionato di calcio dello Zambia: 1

1962
- Coppa dello Zambia: 4

1962, 1977, 1994, 1996
- Zambian Challenge Cup: 3

1974, 1983, 1995